# Liste der Naturdenkmale in Nordstemmen
Die Liste der Naturdenkmale in Nordstemmen nennt die Naturdenkmale in der Gemeinde Nordstemmen im Landkreis Hildesheim in Niedersachsen.

## Naturdenkmale
| Bild                          | Bezeichnung  | Ort, Lage | Beschreibung | Schutzzweck           | Nummer    |
| ----------------------------- | ------------ | --- | ------------ | --------------------- | --------- |
| BW                            | 3 Eichen     | Rössing an der Straße Unter den Eichen, südlich des Schlossteiches (52° 10′ 59,6″ N, 9° 49′ 1″ O)                         |              | Schönheit, Seltenheit | ND-HI 229 |
| BW                            | Eiche        | Mahlerten ca. 1,5 km südlich von Mahlerten, nördlich des Baches, nördlich des Osterholzes (52° 8′ 9,2″ N, 9° 47′ 49,2″ O) |              | Schönheit             | ND-HI 384 |
| BW                            | Ulme         | Mahlerten auf dem Grundstück Hildesheimer Straße 15, an der B1 (52° 9′ 5,1″ N, 9° 47′ 42,3″ O)                            |              | Seltenheit, Schönheit | ND-HI 385 |
| BW                            | Blutbuche    | Mahlerten auf dem Grundstück Leunisstraße 2/3 (52° 9′ 3,7″ N, 9° 47′ 41,8″ O)                                             |              | Schönheit             | ND-HI 386 |
| BW                            | Ginkgo       | Mahlerten auf dem Grundstück Leunisstraße 2/3 (52° 9′ 3,7″ N, 9° 47′ 41,8″ O)                                             |              | Seltenheit, Schönheit | ND-HI 387 |
| mehr Fotos \| Fotos hochladen | 2 Blutbuchen | Nordstemmen auf dem Grundstück Hauptstraße 121 (52° 10′ 2,2″ N, 9° 47′ 32,4″ O)                                           |              | Schönheit             | ND-HI 388 |
| BW                            | Esche        | Rössing an der Straße Unter den Eichen, südlich des Schlossteiches (52° 11′ 2″ N, 9° 49′ 1,6″ O)                          |              | Schönheit, Seltenheit | ND-HI 389 |